# Krasotynowka
Krasotynowka (ros. Красотыновка) – wieś (dieriewnia) w Rosji, w obwodzie lipieckim, w rejonie dołgorukowskim. W 2010 liczyła 236 mieszkańców.